# الرشيد (مدينة موريتانية)
الرشيد مركز إداري في ولاية تكانت وسط موريتانيا أسسها الفقيه أمينوه الكنتي في النصف الثاتي من القرن الثامن عشر وهي حاضرة لقبيلة كنتة.
تأسست رشيد على يد شعب كونتا القادم من هضبة أدرار إما في 1722/3 أو 1765، ردًا على التصحر. كان مجتمعان من قبيلة فولا قد احتلا الموقع سابقًا ولكن تم طردهما من قبل المغيرين.
استدعى أمينوه سيدي أحمد بن سيدي الأمين الكنتي، علماء ووجهاء قبائل المنطقة، العلامة أحمد ولد المختار الجكني والعلامة سيدي عبد الله ولد الحاج إبراهيم العلوي والعلامة عبدي ولد سيدي العلوي الشنقيطي والأمير محمد ولد امحمد شين زعيم إدوعيش، ثم دفع مايعتبر قيمة لهذه الأرض «الرشيد»، المقدرة عينا (ذهبا وفضة)، مقابل استغلالها، وقسم هذا المبلغ علي أربعة أقسام، ثلاثة أرباع لكل من العلماء الثلاثة وربعا له، وطلب منهم توزيعه علي مستحقيه من الفقراء والمساكين كما سيفعل هو بالربع الرابع.
ولعل ما قام به الفقيه أمينوه الكنتي من دفع مقابل الأرض، إبراءا لذمته، وتجسيدا لفكرة الدولة الغائبة، تلك الفكرة التي ترى أن الأرض ملكا للدولة. يقول ابن حجر المكي: «الأراضي ملك لبيت المال»، ويقول الإمام مالك: «لا تقسم الأرض وتكون وقفا يصرف خراجها في مصالح المسلمين»، وهذا التملك للمنفعة والاستغلال - الواصل بعد عملية الدفع - يبقي التصرف بالأرض شرعا للورثة كباقي الأموال الخاصة.
وما دامت الأرض ملكا لبيت المال وأموال بيت المال لمستحقيها الشرعيين، أمكن عندئذ - باجتهاد أمينوه من خلال هذه الحادثة - دفع الأموال لمستحقيها وان غابت الواسطة (الدولة)، وهو أمر يصون حفوف الفئات الأكثر تضررا في المجتمع الإسلامي حتي وان غابت الأداة المكلفة شرعا بصيانة الحقوق، إذ لا يستساغ أن يكون غياب الأداة ذريعة لهضم تلك الحقوق.
وجاء في عقد المِلك المكتوب أن «الوادي [أي وادي الرشيد] من ‹أم الأرجام› شرقًا وحتى ‹بودرقة› غربًا، قرب ‹تَوْجَفْت›، حبسًا لأولاد سيدي الوافي الكنتي وثلاثة من أولاد سيدي أبي بكر الكنتي وهم عمرو ولد حي بالله واجمد سيدي ولد المامون وحامدنا ولد أحمد بن حبيب.»
بنيت نواة مدينة الرشيد والتي تكونت من: المسجد والمحظرة والقصر والدور، وظلت الرشيد ورشة بناء وغرس لواحات النخيل أزيد من سبع سنين.
في يوم 16 أغسطس 1908 مـ دمرها الفرنسيون على من فيها بعد قتال ضار مع المقاومة الموريتانية بقيادة الشيخ المجاهد محمد المختار ولد الحامد ولد أمينوه.
أصبح الرشيد مركزا إداريا منذ سنة 1968. يبلغ سكانه حوالي عشرين ألف نسمة ومساحته تقدر ب ثمانية آلاف ومئة كم²، (8 100) تتبع لها الكثير من الحواضر الصغير المعروفة بواحاتها النخلية الجميلة.
وقد ذكرها الشعراء في شعرهم:
ويقول محمد بن آدبه:
ويقول محمد الأمين بن ختار الجكني، عندما طلب إليه بعض قومه أن يعود إلى موطنه ويترك الرشيد: